# GPRC5B
G protein spregnuti receptor, familija C, grupa 5, član B je protein koji je kod ljudi kodiran GPRC5B genom.
Ovaj protein pripada familiji tipa 3 G protein spregnutih receptora, koja ima karakteristični 7-transmembranski domen. On potencijalno učestvuje u interakciji između retinoidne kiseline i G protein signalnih puteva. Retinoinska kiselina ima kritičnu ulogu u razvoju, ćelijskom rastu, i diferencijaciji. Ovaj gen potencijalno učestvuje u embrionskom razvoju i diferencijaciji epitelnih ćelija.

## Literatura
- Robbins MJ; Michalovich D; Hill J;  . (2001). „Molecular cloning and characterization of two novel retinoic acid-inducible orphan G-protein-coupled receptors (GPRC5B and GPRC5C)”. Genomics. 67 (1): 8—18. PMID 10945465. doi:10.1006/geno.2000.6226.
- Strausberg RL; Feingold EA; Grouse LH;  . (2003). „Generation and initial analysis of more than 15,000 full-length human and mouse cDNA sequences”. Proc. Natl. Acad. Sci. U.S.A. 99 (26): 16899—903. PMC 139241 . PMID 12477932. doi:10.1073/pnas.242603899.
- Ota T; Suzuki Y; Nishikawa T;  . (2004). „Complete sequencing and characterization of 21,243 full-length human cDNAs”. Nat. Genet. 36 (1): 40—5. PMID 14702039. doi:10.1038/ng1285.
- Gerhard DS; Wagner L; Feingold EA;  . (2004). „The status, quality, and expansion of the NIH full-length cDNA project: the Mammalian Gene Collection (MGC)”. Genome Res. 14 (10B): 2121—7. PMC 528928 . PMID 15489334. doi:10.1101/gr.2596504.
- Otsuki T; Ota T; Nishikawa T;  . (2007). „Signal sequence and keyword trap in silico for selection of full-length human cDNAs encoding secretion or membrane proteins from oligo-capped cDNA libraries”. DNA Res. 12 (2): 117—26. PMID 16303743. doi:10.1093/dnares/12.2.117.

## Spoljašnje veze
- „GPRC5 Receptors: RAIG2”. IUPHAR Database of Receptors and Ion Channels. International Union of Basic and Clinical Pharmacology. Архивирано из оригинала 08. 08. 2014. г.